# Нестинарство
Анастенарія (грец. Αναστενάρια, болг. Нестинарство, трансліт. Nestinarstvo), це традиційний ритуал босоніж обходження вогню з екстатичним танцем, який виконується в деяких селах Північної Греції та Південної Болгарії. Громади, які святкують цей ритуал, походять від біженців, які прибули до Греції зі Східної Фракії після Балканських воєн 1911—1912 років та обміну населенням між Грецією та Туреччиною в 1923 році.

## Обрядовий цикл
У болгарських і грецьких селах щорічно проводять унікальний річний ритуальний цикл, який починається 21 травня і закінчується 23 травня. Центральними фігурами традиції є святі Костянтин і свята Олена, але всі значні дні в цьому циклі збігаються з важливими днями григоріанського православного календаря і пов'язані з різними християнськими святими. Двома головними подіями цього циклу є два великі свята, один у січні та один у травні, присвячені цим двом святим. Кожен із фестивалів триває 3 дні та включає різні процесії, музику та танці, а також жертвоприношення тварин. Кульмінацією фестивалю є обряд вогнища, під час якого учасники з іконами святих Костянтина та Олени в екстазі танцюють годинами, перш ніж увійти до вогнища та пройти босоніж по розжареному червоному вугіллю, не постраждавши від вогню.
Кожна громада Анастенарія має спеціальну святиню, відому як konaki, де поміщені їхні святі ікони, а також «знаки» святих (semadia), вотивні пожертви та червоні хустини, прикріплені до ікон. Тут напередодні дня святих, 20 травня, святих Костянтина і святої Олени, вони збираються, щоб потанцювати під музику фракійської ліри та барабана. Через деякий час вони вірять, що можуть бути «схоплені» святим Костянтином і ввійти в транс. Уранці в день Святих, 21 травня, збираються на конаках і йдуть до криниці, щоб освятитися святою водою і принести в жертву тварин. Правила щодо характеру звірів, яких потрібно вбити, точні, але відрізняються від села до села. Увечері на відкритому просторі розпалюють багаття, і, потанцювавши деякий час у конаках, «анастенариди» йдуть до нього зі своїми іконами. Після танцю навколо нього в колі окремі анастенариди танцюють над гарячим вугіллям, коли святий рухає ними. Ритуал також виконується в січні, під час свята святого Афанасія, а вогонь обходять у приміщенні.

## Витоки
Згідно з деякими міфами, цей звичай виник у Середньовіччі, коли церква Святого Костянтина в їхньому колишньому будинку в Кости, що зараз розташований у Болгарії, загорілася, і зсередини було чути голоси святих, які кликали на допомогу. Жителі села, які мужньо врятувалися від полум'я, не постраждали, їх оберігали святі. Інші етнографи, однак, стверджували, що анастенарії є пережитками стародавніх практик культу Діоніса.
У Болгарії право виконувати обряд було спадковим, і голову нестинара змінював лише його син або дочка, і лише тоді, коли він або вона були занадто старими або хворими, щоб продовжувати його виконувати. Будинок голови нестинара був священним, бо в ньому містилася столнина (столнина) — невелика каплиця, де були розташовані ікони кількох святих, а також священний барабан, який використовувався спеціально для ритуалу і, за віруваннями, лікував барабанщика, якщо він хворів.

## Туризм
У 20-му столітті ритуал став комерціалізуватися і виконується для туристів на морських курортах болгарського узбережжя Чорного моря людьми, які не мають відношення до оригінальної традиції. Ритуали збереглися в більш автентичній формі в п'яти селах північної Греції: Айя Елені, Лангадас, Мелікі, Мавролефке та Керкіні; і в шести болгарських селах у горах Странджа: Билгари, Граматиково, Сливарово, Кондолово, Кости та Бродилово.

## Спадщина
У 2009 році ритуал був внесений до Списків нематеріальної культурної спадщини ЮНЕСКО та Національного репрезентативного списку нематеріальної культурної спадщини «Живі людські скарби — Болгарія» за заявкою Регіонального історичного музею Бургаса.
Нунатаки Нестинарі на острові Лівінгстон у Південних Шетландських островах, Антарктида, названі на честь болгарського фольклорного ритуалу Нестинарі.